# Vinamilk
Vinamilk è la più grande azienda casearia del Viet Nam, nonché la 15ª più grande azienda del Viet Nam. Nel 2010 è la prima azienda vietnamita ad essere inserita nell'elenco di Forbes Asia's 200 Best Under A Billion.
Dal 2003 è quotata alla Borsa di Ho Chi Minh.

## Storia
Nacque nel 1976 come azienda statale con il nome di Southern Coffee-Dairy Company con lo scopo di centralizzare e nazionalizzare tre industrie casearie del Vietnam del Sud, la Thống Nhất (di proprietà cinese), la Trường Thọ (in precedenza della Friesland Foods) e la Dielac (della Nestlé). Venne ribattezzata United Enterprises of Milk Coffee Cookies and Candies nel 1978 e nuovamente nel 1993 diventando la Vietnam Dairy Company. Nel 2003 in seguito ad un'offerta iniziale d'acquisto alla Borsa di Ho Chi Minh l'azienda cambiò nome legale in Vietnam Dairy Products Joint Stock Company (Vinamilk).
Le aree di attività principali sono la produzione e distribuzione di latte fresco, condensato ed in polvere, latte di soia, yoghurt, gelati, formaggi, succhi di frutta, caffè ed altri latticini. I prodotti della Vinamilk sono anche esportati in Medio Oriente, Cambogia, Filippine ed Australia.
Alla fine del 2017 la Vietnam State Capital Investment Corporation (SCIC) detiene il 36% delle azioni. Il 7,58% è di proprietà di altri investitori vietnamiti, di cui lo 0,28% è detenuto dal CEO Mai Kieu Lien.  Gli investitori stranieri detengono oltre il 53% delle azioni.

## Stabilimenti
Vinamilk possiede stabilimenti nei seguenti paesi:
- stabilimento di Truong Tho, Trường Thọ, Thủ Đức District, Ho Chi Minh
- stabilimento di Dielac, Bình An, Biên Hòa City, Đồng Nai
- stabilimento di Thong Nhat, Trường Thọ, distretto di Thủ Đức, Ho Chi Minh
- stabilimento di Binh Dinh, Quy Nhơn City, provincia di Bình Định
- stabilimento di Da Nan
- stabilimento di Nghe An, Nghi Thu, Cửa Lò, Nghệ An
- stabilimento di Sai Gon, Hiệp Thành, distretto 12, Ho Chi Minh
- stabilimento di Can Tho, Trà Nóc, distretto di Bình Thủy, Cần Thơ
- stabilimento di Tien Son, Tiên Du, Bắc Ninh

## Marchi principali
- Vinamilk
- Dielac
- Vfresh (succo e latte di soya)
- Angkormilk